# 3876 Quaide
3876 Quaide eller 1988 KJ är en asteroid i huvudbältet som upptäcktes 19 maj 1988 av den amerikanske astronomen Eleanor F. Helin vid Palomar-observatoriet. Den är uppkallad efter William L. Quaide.
Asteroiden har en diameter på ungefär 16 kilometer och den tillhör asteroidgruppen Eos.